# Grenville (New Mexico)
Grenville is een plaats (village) in de Amerikaanse staat New Mexico, en valt bestuurlijk gezien onder Union County.

## Demografie
Bij de volkstelling in 2000 werd het aantal inwoners vastgesteld op 25.
In 2006 is het aantal inwoners door het United States Census Bureau geschat op 21, een daling van 4 (-16,0%).

## Geografie
Volgens het United States Census Bureau beslaat de plaats een oppervlakte van
1,6 km², geheel bestaande uit land. Grenville ligt op ongeveer 1823 m boven zeeniveau.

## Plaatsen in de nabije omgeving
De onderstaande figuur toont nabijgelegen plaatsen in een straal van 56 km rond Grenville.